# Mühle in Unterlaa

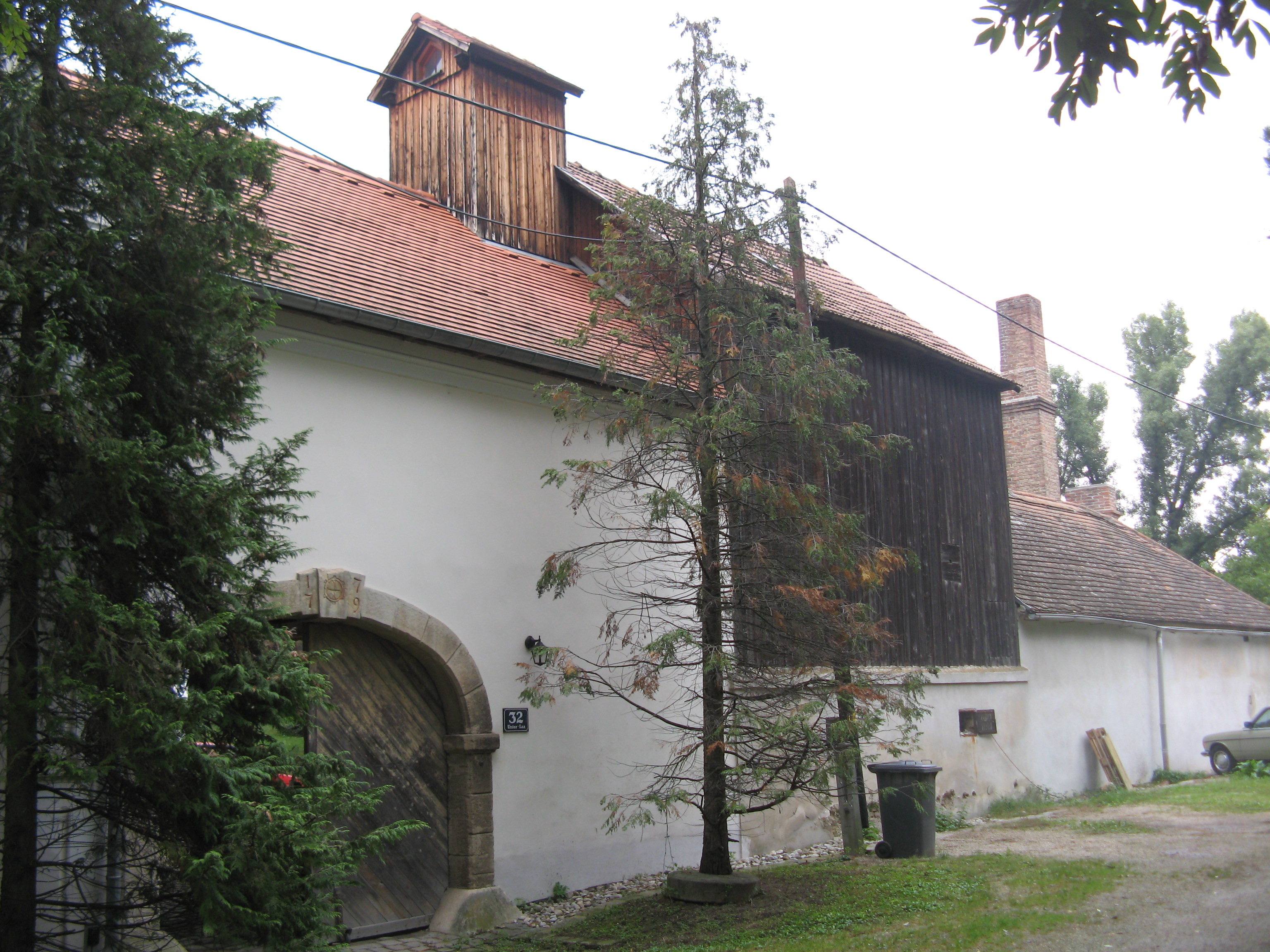
Alte Mühle in Unterlaa

Die  Alte Mühle in Unterlaa, auch Hofmühle genannt, ist eine unterschlächtige Mühle neben dem Liesingbach. Sie liegt im 10. Wiener Bezirk Favoriten und zwar im Bezirksteil Unterlaa an der Unter-Laaer Straße 32. Direkt gegenüber in der Klederinger Straße 169 ist der Prentlhof, mit dem die Mühle jedoch in keinem wirtschaftlichen Zusammenhang stand. Diese Mühle steht unter Denkmalschutz.

## Geschichte
Die Reihe der Besitzer ist von 1436 bis heute nahezu lückenlos feststellbar, angefangen bei den Malteser-(Johanniter-)Rittern. 1893 ist die Mühle durch Verlassenschaft in den Besitz der Familien Kronberger und Frank gekommen, die in Oberlaa eine Fleischhauerei und eine Bäckerei besaßen. Die beiden Ehepaare haben die Mühle zusammen mit dem Wasserrecht für den Liesingbach aus der Erbmasse gekauft. Neben der Mühle wurde im Winter in zwei Teichen eine Eisproduktion geführt; die Eisklötze sind nach dem Aushacken in einem Eishaus gelagert worden; der Aufzug zum Transport ist ursprünglich durch die Wasserkraft der Mühle, seit 1935 (Elektrifizierung von Unterlaa) mit einem Elektromotor betrieben worden. Für die Abwicklung des Eisverkaufs gab es neben dem Eishaus eine Brückenwaage.
Wegen der immer wieder auftretenden heftigen Hochwasser des Liesingbaches wurden die Mühle, der Mühlbach und die Eisteiche häufig beschädigt oder gar zerstört, deshalb hat es recht oft große Reparaturen gegeben. Bis 1935 war die Mühle mit Wasserkraft in Betrieb, und dann noch bis 1957 elektrisch. Der alte Mühlbach wurde bis 1937 noch für die Eisproduktion verwendet, wovon Spuren bis jetzt noch zu erkennen sind. Dieser Mühlbach – wenn auch ohne Wasserführung – ist auch noch in seinem alten Verlauf vorhanden.
Seit 1949 war eine Kronberger-Enkelin, Magdalena Haspel, Besitzerin der Mühle und der Wirtschaftsgebäude und jetzt ihre Kinder. Daher steht die Mühle seit rund 120 Jahren im Familienbesitz.

## Weitere Mühlen am Liesingbach
Die Dachler-Mühle in Rothneusiedl (heutige Adresse Liesingbachstraße 230) existierte von 1732 bis 1972. Die Besitzer, die Familie Dachler, betrieben außerdem die Wiesmühle bei Niederhollabrunn, die Teufelsmühle in Siebenhirten, die Lampelmühle in Vösendorf, die Hofmühle in Perchtoldsdorf sowie die Mühle in Leopoldsdorf.
Die Oberlaaer Mühle, auch „Andersmühle“ genannt (heutige Adresse Hintere Liesingbachstraße 14–16), bestand schon seit dem Mittelalter, gehörte im 17. Jahrhundert zur Grundherrschaft Rothneusiedl und wurde bis 1910 betrieben. Sie befand sich nicht direkt an der Liesing, sondern am sogenannten Rothneusiedler Mühlbach.